# Adelmo e i suoi Sorapis
(E così viene Natale)
Adelmo e i suoi Sorapis sono stati un gruppo musicale italiano formato da Adelmo "Zucchero" Fornaciari, Dodi Battaglia dei Pooh, Maurizio Vandelli dell'Equipe 84, il produttore Fio Zanotti, il manager di Zucchero Michele Torpedine e il bassista dei Nomadi Umbi Maggi.

## Attività
Il gruppo si formò nel 1989 a San Vito di Cadore, presso l'albergo Sorapis, ai piedi dell'omonimo monte dolomitico, dove stavano trascorrendo le vacanze natalizie. Fu Umbi Maggi a proporre l'idea del gruppo, per fare "un biglietto d'auguri natalizi suonato e cantato" da distribuire agli amici. I sei musicisti però non si fermarono solo alla canzone natalizia (...E così viene Natale), ma in 9 giorni registrarono anche altre otto canzoni che quattro anni dopo sarebbero finite all'interno di Walzer d'un Blues e il 31 dicembre fecero il loro esordio in pubblico.
Il disco d'esordio venne infatti pubblicato solo nel dicembre 1993 e trainato dal singolo natalizio E così viene Natale... ottenne un buon successo di pubblico conquistando un Disco d'Oro e arrivando al 52º posto nelle classifiche di vendita dell'anno. Il gruppo ha poi fatto un breve tour per promuovere il disco con date a Milano, Roma e Betlemme, e si è riunito anche in occasione de L'Urlo Tour Europa Italia di Zucchero e per alcuni eventi benefici, prima di sciogliersi.
A distanza di anni è avvenuta una reunion del gruppo al Festival di Sanremo 2009, per un'esibizione insieme a Irene Fornaciari, la sera del 19 febbraio 2009, in qualità di ospiti.

## Formazione
- Zucchero Fornaciari – voce, chitarra, pianoforte
- Umberto Maggi – voce, basso
- Michele Torpedine – batteria
- Dodi Battaglia – voce, chitarra
- Maurizio Vandelli – voce, chitarra, percussioni
- Fio Zanotti – voce, organo Hammond, pianoforte, fisarmonica

## Discografia
- 1993 - Walzer d'un Blues